# Campeonato Sub-20 de la Concacaf de 2013
El Campeonato Sub-20 de la Concacaf de 2013  fue la 24.ª edición del torneo de fútbol en el cual participaron selecciones con jugadores menores de 20 años, que sirvió como clasificación a cuatro equipos de la Concacaf, los cuales asistirán a la Copa Mundial de Fútbol Sub-20 de 2013 a disputarse en Turquía.
Comenzó el 18 de febrero de 2013 y finalizó el 2 de marzo del mismo año. La sede era Puebla, México y participaron doce equipos que avanzaron después de jugar la eliminatoria previa, aunque Canadá, México y los Estados Unidos se clasificaron automáticamente por Norteamérica. Centroamérica tenía asignadas cuatro plazas y el Caribe cinco.
El torneo fue ganado por México, que clasificó a la copa del mundo junto a Estados Unidos, El Salvador, y Cuba.

## Equipos participantes
| CFU - Cuba - Curazao - Haití - Jamaica - Puerto Rico |  | UNCAF - Costa Rica - El Salvador - Nicaragua - Panamá |  | Clasificados automáticamente - Canadá - Estados Unidos - México |

### Sede
El sorteo del torneo, que se realizó el miércoles 21 de noviembre de 2012 en la Casa Puebla, un complejo provincial del gobierno, determinó a los oponentes de la primera ronda, debiendo llevarse a cabo este último evento del 18 de febrero al 3 de marzo. El Estadio Olímpico de la BUAP con capacidad de 20.411 aficionados y el Estadio Cuauhtémoc con 44.648, serán las sedes para dicho evento.
| Puebla                         | Puebla             | Puebla                      |
| ------------------------------ | ------------------ | --------------------------- |
| Cuauhtémoc Olímpico de la BUAP | Estadio Cuauhtémoc | Estadio Olímpico de la BUAP |
| Cuauhtémoc Olímpico de la BUAP | Capacidad: 44,648  | Capacidad: 20,411           |
| Cuauhtémoc Olímpico de la BUAP |                    |                             |

## Sistema de competición
En la primera fase del torneo, los doce equipos fueron divididos en cuatro grupos de tres integrantes, los cuales jugaron todos contra todos. Los equipos que ocuparon los dos primeros lugares de cada grupo clasificaron a la siguiente fase.
La segunda fase se jugó a eliminación directa. Los cuatro equipos ganadores en los cuartos de final clasificaron a la copa del mundo; además, decidieron el campeón del torneo.

## Resultados
Todos los horarios corresponden al huso horario del centro de México UTC-6

### Primera fase

#### Grupo A
| Equipo         | Pts | PJ | PG | PE | PP | GF | GC | Dif |
| -------------- | --- | -- | -- | -- | -- | -- | -- | --- |
| Estados Unidos | 6   | 2  | 2  | 0  | 0  | 3  | 1  | 2   |
| Costa Rica     | 3   | 2  | 1  | 0  | 1  | 1  | 1  | 0   |
| Haití          | 0   | 2  | 0  | 0  | 2  | 1  | 3  | -2  |

| 18 de febrero de 2013 - 17:30 | Haití          | 1:2 (0:2) | Estados Unidos      | Estadio Olímpico de la BUAP, Puebla, México                     |                                                                 |
|                               | Saint-Jean 49' | Reporte   | Gil 3' · Cuevas 26' | Asistencia: 3 827 espectadores Árbitro(s): Jafet Perea (Panamá) | Asistencia: 3 827 espectadores Árbitro(s): Jafet Perea (Panamá) |

| 20 de febrero de 2013 - 17:30 | Costa Rica | 1:0 (1:0) | Haití | Estadio Olímpico de la BUAP, Puebla, México                        |                                                                    |
|                               | Ruiz 22'   | Reporte   |       | Asistencia: 3 128 espectadores Árbitro(s): Óscar Reyna (Guatemala) | Asistencia: 3 128 espectadores Árbitro(s): Óscar Reyna (Guatemala) |

| 22 de febrero de 2013 - 17:30 | Estados Unidos | 1:0 (0:0) | Costa Rica | Estadio Olímpico de la BUAP, Puebla, México                            |                                                                        |
|                               | Villarreal 63' | Reporte   |            | Asistencia: 3 123 espectadores Árbitro(s): Enrico Wijngaarde (Surinam) | Asistencia: 3 123 espectadores Árbitro(s): Enrico Wijngaarde (Surinam) |

#### Grupo B
| Equipo    | Pts | PJ | PG | PE | PP | GF | GC | DG |
| --------- | --- | -- | -- | -- | -- | -- | -- | -- |
| Cuba      | 6   | 2  | 2  | 0  | 0  | 5  | 1  | 4  |
| Canadá    | 3   | 2  | 1  | 0  | 1  | 6  | 3  | 3  |
| Nicaragua | 0   | 2  | 0  | 0  | 2  | 1  | 8  | -7 |

| 18 de febrero de 2013 - 20:00 | Cuba          | 2:1 (0:0) | Canadá      | Estadio Olímpico de la BUAP, Puebla, México                       |                                                                   |
|                               | Reyes 69' 78' | Reporte   | Vukovic 90' | Asistencia: 3 827 espectadores Árbitro(s): José Peñaloza (México) | Asistencia: 3 827 espectadores Árbitro(s): José Peñaloza (México) |

| 20 de febrero de 2013 - 20:00 | Nicaragua | 0:3 (0:1) | Cuba                           | Estadio Olímpico de la BUAP, Puebla, México                         |                                                                     |
|                               |           | Reporte   | Diz 30' · Luis 48' · Reyes 64' | Asistencia: 3 128 espectadores Árbitro(s): Sherwin Johnson (Guyana) | Asistencia: 3 128 espectadores Árbitro(s): Sherwin Johnson (Guyana) |

| 22 de febrero de 2013 - 20:00 | Canadá                                                           | 5:1 (3:1) | Nicaragua          | Estadio Olímpico de la BUAP, Puebla, México |                                         |
|                               | Piette 6' · Clarke 27' 53' · Eustaquio 38' (pen.) · McKendry 62' | Reporte   | Pavón 45+1' (pen.) | Árbitro(s): Javier Santos (Puerto Rico)     | Árbitro(s): Javier Santos (Puerto Rico) |

#### Grupo C
| Equipo      | Pts | PJ | PG | PE | PP | GF | GC | DG |
| ----------- | --- | -- | -- | -- | -- | -- | -- | -- |
| Panamá      | 6   | 2  | 2  | 0  | 0  | 8  | 0  | 8  |
| Jamaica     | 3   | 2  | 1  | 0  | 1  | 4  | 5  | -1 |
| Puerto Rico | 0   | 2  | 0  | 0  | 2  | 1  | 8  | -7 |

| 19 de febrero de 2013 - 17:30 | Puerto Rico | 1:4 (1:1) | Jamaica                                  | Estadio Cuauhtémoc, Puebla, México                                 |                                                                    |
|                               | Strain 22'  | Reporte   | Holness 8' · Lowe 61' · Anderson 70' 82' | Asistencia: 21 000 espectadores Árbitro(s): Hugo Cruz (Costa Rica) | Asistencia: 21 000 espectadores Árbitro(s): Hugo Cruz (Costa Rica) |

| 21 de febrero de 2013 - 17:30 | Panamá                                      | 4:0 (1:0) | Puerto Rico | Estadio Cuauhtémoc, Puebla, México                               |                                                                  |
|                               | Ramírez 10' 87' · Chen 84' · González 90+2' | Reporte   |             | Asistencia: 4 635 espectadores Árbitro(s): David Gantar (Canadá) | Asistencia: 4 635 espectadores Árbitro(s): David Gantar (Canadá) |

| 23 de febrero de 2013 - 15:30 | Jamaica | 0:4 (0:1) | Panamá                                      | Estadio Cuauhtémoc, Puebla, México                                           |                                                                              |
|                               |         | Reporte   | Ramírez 45' 57' · Piggott 79' · Jiménez 85' | Asistencia: 12 886 espectadores Árbitro(s): Edwin Jurisevic (Estados Unidos) | Asistencia: 12 886 espectadores Árbitro(s): Edwin Jurisevic (Estados Unidos) |

#### Grupo D
| Equipo      | Pts | PJ | PG | PE | PP | GF | GC | DG |
| ----------- | --- | -- | -- | -- | -- | -- | -- | -- |
| México      | 6   | 2  | 2  | 0  | 0  | 6  | 0  | 6  |
| El Salvador | 3   | 2  | 1  | 0  | 1  | 2  | 4  | -2 |
| Curazao     | 0   | 2  | 0  | 0  | 2  | 1  | 5  | -4 |

| 19 de febrero de 2013 - 20:00 | México                     | 3:0 (3:0) | Curazao | Estadio Cuauhtémoc, Puebla, México                                |                                                                   |
|                               | Corona 22' 34' · Bueno 36' | Reporte   |         | Asistencia: 34 236 espectadores Árbitro(s): David Gantar (Canadá) | Asistencia: 34 236 espectadores Árbitro(s): David Gantar (Canadá) |

| 21 de febrero de 2013 - 20:00 | El Salvador           | 2:1 (1:0) | Curazao      | Estadio Cuauhtémoc, Puebla, México                                |                                                                   |
|                               | Ayala 25' · Mejía 65' | Reporte   | Merencia 76' | Asistencia: 4 618 espectadores Árbitro(s): Raúl Castro (Honduras) | Asistencia: 4 618 espectadores Árbitro(s): Raúl Castro (Honduras) |

| 23 de febrero de 2013 - 18:00 | México                                      | 3:0 (1:0) | El Salvador | Estadio Cuauhtémoc, Puebla, México                                          |                                                                             |
|                               | Escoboza 15' · Gómez 53' · Ayala 87' (a.g.) | [http://concacaf.globalsportsmedia.com/page.php?sport=soccer&language_id=us&page=tournament&view=match&match_id=1417647 (enlace roto disponible en Internet Archive; véase el historial, la primera versión y la última). Reporte] |             | Asistencia: 37 302 espectadores Árbitro(s): Hugo Cruz Alvarado (Costa Rica) | Asistencia: 37 302 espectadores Árbitro(s): Hugo Cruz Alvarado (Costa Rica) |

## Segunda fase
|  | Cuartos de final   | Cuartos de final   |              |                | Semifinales | Semifinales |      |                | Final        | Final      |  |
|  | 26 y 27 de febrero | 26 y 27 de febrero |              |                | 1 de marzo  | 1 de marzo  |      |                | 3 de marzo   | 3 de marzo |  |
|  |                    |                    |              |                |             |             |      |                |              |            |  |
|  |                    |                    |              |                |             |             |      |                |              |            |  |
|  | Estados Unidos     | 4                  |              |                |             |             |      |                |              |            |  |
|  | Estados Unidos     | 4                  |              |                |             |             |      |                |              |            |  |
|  | Canadá             | 2                  |              |                |             |             |      |                |              |            |  |
|  | Canadá             | 2                  |              | Estados Unidos | 2           |             |      |                |              |            |  |
|  |                    |                    |              | Estados Unidos | 2           |             |      |                |              |            |  |
|  |                    |                    | Cuba         | 0              |             |             |      |                |              |            |  |
|  | Cuba               | 2                  | Cuba         | 0              |             |             |      |                |              |            |  |
|  | Cuba               | 2                  |              |                |             |             |      |                |              |            |  |
|  | Costa Rica         | 1                  |              |                |             |             |      |                |              |            |  |
|  | Costa Rica         | 1                  |              |                |             |             |      | Estados Unidos | 1            |            |  |
|  |                    |                    |              |                |             |             |      | Estados Unidos | 1            |            |  |
|  |                    |                    | México (pr.) | 3              |             |             |      |                |              |            |  |
|  | Panamá             | 1                  | México (pr.) | 3              |             |             |      |                |              |            |  |
|  | Panamá             | 1                  |              |                |             |             |      |                |              |            |  |
|  | El Salvador        | 3                  |              |                |             |             |      |                |              |            |  |
|  | El Salvador        | 3                  |              | El Salvador    | 0           |             |      | Tercer lugar   | Tercer lugar |            |  |
|  |                    |                    |              | El Salvador    | 0           |             |      | Tercer lugar   | Tercer lugar |            |  |
|  |                    |                    | México       | 2              |             |             |      |                |              |            |  |
|  | México             | 4                  | México       | 2              |             |             | Cuba | 0              |              |            |  |
|  | México             | 4                  |              |                |             |             | Cuba | 0              |              |            |  |
|  | Jamaica            | 0                  |              |                |             |             |      |                | El Salvador  | 1          |  |
|  | Jamaica            | 0                  |              |                |             |             |      |                | El Salvador  | 1          |  |
|  |                    |                    |              |                |             |             |      |                |              |            |  |

### Cuartos de final
| 26 de febrero de 2013 - 17:00 | Estados Unidos                             | 4:2 (3:1) | Canadá                    | Estadio Olímpico de la BUAP, Puebla, México                            |                                                                        |
|                               | Gil 29' · Villarreal 40' 54' · Trapp 45+1' | Reporte   | Carreiro 23' · Piette 64' | Asistencia: 1 500 espectadores Árbitro(s): Javier Santos (Puerto Rico) | Asistencia: 1 500 espectadores Árbitro(s): Javier Santos (Puerto Rico) |

| 26 de febrero de 2013 - 20:00 | Cuba              | 2:1 (1:1) | Costa Rica  | Estadio Olímpico de la BUAP, Puebla, México                       |                                                                   |
|                               | Hernández 13' 80' | [http://concacaf.globalsportsmedia.com/page.php?sport=soccer&language_id=us&page=tournament&view=match&match_id=1417649 (enlace roto disponible en Internet Archive; véase el historial, la primera versión y la última). Reporte] | Ramírez 40' | Asistencia: 1 685 espectadores Árbitro(s): José Peñaloza (México) | Asistencia: 1 685 espectadores Árbitro(s): José Peñaloza (México) |

| 27 de febrero de 2013 - 17:00 | Panamá             | 1:3 (1:0) | El Salvador                    | Estadio Cuauhtémoc, Puebla, México                                          |                                                                             |
|                               | Jiménez 32' (pen.) | Reporte   | Henríquez 55' 90+2' · Peña 79' | Asistencia: 9 980 espectadores Árbitro(s): Edwin Jurisevic (Estados Unidos) | Asistencia: 9 980 espectadores Árbitro(s): Edwin Jurisevic (Estados Unidos) |

| 27 de febrero de 2013 - 20:00 | México                                                      | 4:0 (2:0) | Jamaica | Estadio Cuauhtémoc, Puebla, México                                 |                                                                    |
|                               | Zamorano 12' · Bueno 42' · Flores Ibarra 68' · Escoboza 75' | Reporte   |         | Asistencia: 39 700 espectadores Árbitro(s): Hugo Cruz (Costa Rica) | Asistencia: 39 700 espectadores Árbitro(s): Hugo Cruz (Costa Rica) |

### Semifinales
| 1 de marzo de 2013 - 17:00 | Estados Unidos            | 2:0 (2:0) | Cuba | Estadio Cuauhtémoc, Puebla, México                                 |                                                                    |
|                            | Rodríguez 8' · Cuevas 11' | Reporte   |      | Asistencia: 10 568 espectadores Árbitro(s): Hugo Cruz (Costa Rica) | Asistencia: 10 568 espectadores Árbitro(s): Hugo Cruz (Costa Rica) |

| 1 de marzo de 2013 - 20:00 | El Salvador | 0:2 (0:0) | México          | Estadio Cuauhtémoc, Puebla, México                                  |                                                                     |
|                            |             | Reporte   | Briseño 77' 86' | Asistencia: 33 525 espectadores Árbitro(s): Oscar Reyna (Guatemala) | Asistencia: 33 525 espectadores Árbitro(s): Oscar Reyna (Guatemala) |

### Tercer lugar
| 3 de marzo de 2013 - 15:00 | Cuba | 0:1 (0:0) | El Salvador    | Estadio Cuauhtémoc, Puebla, México                                 |                                                                    |
|                            |      | Reporte   | González 90+1' | Asistencia: 17 140 espectadores Árbitro(s): Raúl Castro (Honduras) | Asistencia: 17 140 espectadores Árbitro(s): Raúl Castro (Honduras) |

### Final
| 3 de marzo de 2013 - 18:00 | Estados Unidos  | 1:3 (1:1, 1:1) (t. s.) | México                                           | Estadio Cuauhtémoc, Puebla, México                                      |                                                                         |
|                            | Joya 10' (pen.) | Reporte                | Corona 4' · Gómez 100' · Espericueta 113' (pen.) | Asistencia: 41 621 espectadores Árbitro(s): Enrico Wijngaarde (Surinam) | Asistencia: 41 621 espectadores Árbitro(s): Enrico Wijngaarde (Surinam) |

|                            |
| Bandera de México          |
| Campeón México 12.º título |

## Estadísticas

### Goleadores
| Jugador             | Selección         | Goles | Pen. |
| ------------------- | ----------------- | ----- | ---- |
| Elvis Thomas        | Antigua y Barbuda | 6     | 1    |
| Maykel Reyes        | Cuba              | 6     | 0    |
| Arichel Hernández   | Cuba              | 5     | 0    |
| Améth Ramírez       | Panamá            | 5     | 0    |
| Jairo Henríquez     | El Salvador       | 4     | 0    |
| Michaël Maria       | Curazao           | 4     | 0    |
| Reid Strain         | Puerto Rico       | 4     | 0    |
| Carlos Chavarría    | Nicaragua         | 3     | 0    |
| Chery Johnley       | Haití             | 3     | 0    |
| Dimitrie Apai       | Surinam           | 3     | 0    |
| Jesús Manuel Corona | México            | 3     | 0    |
| Jairo Jiménez       | Panamá            | 3     | 0    |
| José Villarreal     | Estados Unidos    | 3     | 0    |

Fuente: Central de datos de Concacaf (la lista comprende tanto la fase de clasificación como el torneo final). Archivado el 2 de agosto de 2013 en Wayback Machine.

### Otros reconocimientos
| Jugador más valioso | Mejor guardameta |
| ------------------- | ---------------- |
| Antonio Briseño     | Richard Sánchez  |

## Equipo estelar
La Concacaf divulgó el equipo ideal del torneo, el cual fue escogido por un equipo técnico.
| Portero         | Defensores                                                                     | Mediocampistas                                               | Delanteros                    |
| --------------- | ------------------------------------------------------------------------------ | ------------------------------------------------------------ | ----------------------------- |
| Richard Sánchez | Javier Flores Ibarra Bernardo Hernández de León Hedgardo Marín Antonio Briseño | Josecarlos Van Rankin William Trapp Jairo Henríquez Luis Gil | Améth Ramírez José Villarreal |

## Clasificados aJuegos Centroamericanos y del Caribe 2014por parte del Caribe
| Bandera de Cuba | Bandera de Jamaica |
| Cuba            | Jamaica            |
| --------------- | ------------------ |

## Clasificados alMundial Sub-20 Turquía 2013
| Bandera de Cuba | Bandera de El Salvador | Bandera de Estados Unidos | Bandera de México |
| Cuba            | El Salvador            | Estados Unidos            | México            |
| --------------- | ---------------------- | ------------------------- | ----------------- |